# Benassay

Benassay este o comună în departamentul Vienne, Franța. În 2009 avea o populație de 863 de locuitori.